# Il riso di Talete
Il riso di Talete - Matematica e umorismo è un saggio di argomento prevalentemente matematico di Gabriele Lolli, edito dalla casa editrice Bollati Boringhieri, nella collana "Variantine".

## Caratteristiche
Si tratta di un agile libro (109 pagine), con cui l'autore, in tono divertito, illustra vari aspetti, anche umoristici, del mondo scientifico e matematico. I due lunghi articoli che lo compongono traggono spunto, il primo, da un intervento svolto  al Convegno “Matematica e cultura”, organizzato dall'Istituto Italiano per gli Studi Filosofici di Venezia, il 21 e 22 marzo 1997; mentre il secondo costituisce il testo di una conversazione tenuta al “Cenacolo dell’ultimo venerdì”, a Torino, il 24 novembre 1995.

## Struttura
L'opera è suddivisa nei seguenti due capitoli:
1. Matematica e umorismo;
2. Paradossi, paradossi, paradossi.